# Penion cuvierianus
Penion cuvierianus is een slakkensoort uit de familie van de Buccinidae. De wetenschappelijke naam van de soort is voor het eerst geldig gepubliceerd in 1938 door Powell.